# Samuel Påhlsson
Samuel Olof Påhlsson (* 17. Dezember 1977 in Ånge) ist ein ehemaliger schwedischer Eishockeyspieler, der im Verlauf seiner aktiven Karriere zwischen 1994 und 2015 unter anderem 884 Spiele für die Boston Bruins, Anaheim Ducks, Chicago Blackhawks, Columbus Blue Jackets und Vancouver Canucks in der National Hockey League sowie 448 weitere für seinen Stammverein MoDo Hockey Örnsköldsvik und den Frölunda HC in der Elitserien auf der Position des Centers bestritten hat. Seine größten Karriereerfolge feierte Påhlsson in Diensten der Anaheim Ducks mit dem Gewinn des Stanley Cups im Jahr 2007 und im Trikot der schwedischen Nationalmannschaft mit dem Olympiasieg bei den Olympischen Winterspielen 2006.

## Karriere
Påhlsson begann seine Profikarriere beim MoDo Hockeyklubb in Schweden. Beim NHL Entry Draft 1996 wurde er von der Colorado Avalanche an Stelle 176 ausgewählt. Er wurde jedoch umgehend zusammen mit Brian Rolston, Martin Grenier und einem Erstrunden-Wahlrecht für den NHL Entry Draft 2000 zu den Boston Bruins transferiert. Nach 17 Spielen für die Bruins wurde Samuel Påhlsson im November des gleichen Jahres im Tausch für Andrei Nasarow und Patrick Traverse an die Mighty Ducks of Anaheim abgegeben.

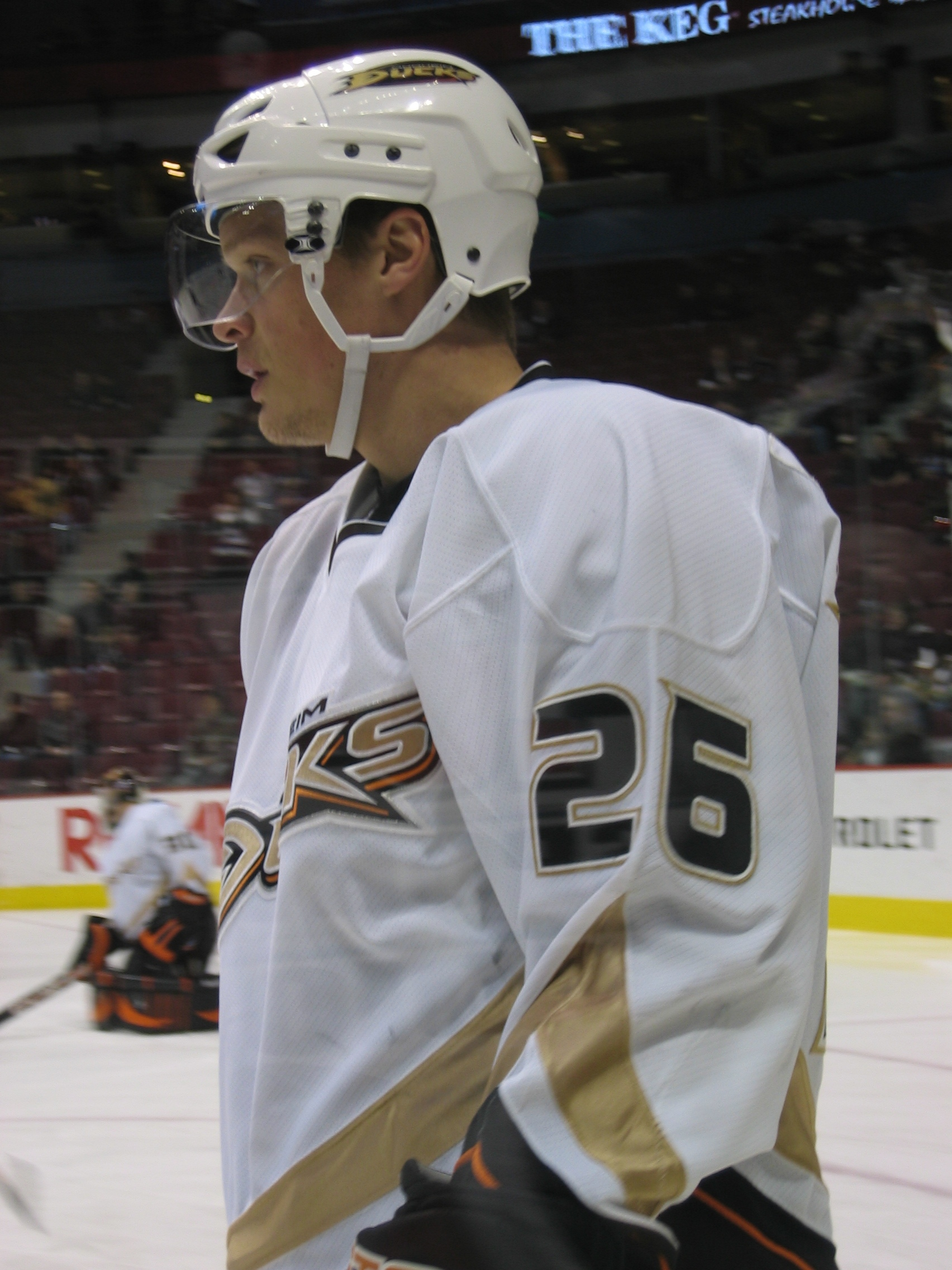
Påhlsson im Trikot der Anaheim Ducks

Während des Lockout 2004/05 spielte Påhlsson in seiner Heimat beim Frölunda HC. Dort gewann er die schwedische Meisterschaft und wurde ins All-Star-Team der Liga gewählt. In der Spielzeit 2006/07 gewann Påhlsson mit den Anaheim Ducks den Stanley Cup.
Påhlsson und seine beiden Flügelstürmer, Travis Moen und Rob Niedermayer, hatten großen Anteil am Gewinn des Cups für das kalifornische Franchise. Als Anerkennung seiner Saison- und Playoff-Leistungen wurde Samuel Påhlsson für die Frank J. Selke Trophy der Saison 2006/07 nominiert. Diese Trophäe wird jährlich an den defensivstärksten Stürmer verliehen.
Samuel Påhlsson spielt in der schwedischen Nationalmannschaft und gewann unter anderen die Goldmedaille bei den Olympischen Winterspielen 2006.
Påhlsson war zwischen 2012 und 2014 Kapitän bei MODO, in seiner letzten Profisaison 2014/15 war er Assistenzkapitän. Am 16. April 2015 beendete er seine Karriere.

## Erfolge und Auszeichnungen
- 1997 Schwedens Juniorenspieler des Jahres
- 2005 Schwedischer Meister mit dem Frölunda HC
- 2005 Elitserien All-Star Team
- 2007 Stanley-Cup-Gewinn mit den Anaheim Ducks

### International
| - 1995 Bronzemedaille bei der U18-Junioren-Europameisterschaft - 1996 Silbermedaille bei der Junioren-Weltmeisterschaft - 1999 Bronzemedaille bei der Weltmeisterschaft | - 2004 Silbermedaille bei der Weltmeisterschaft - 2006 Goldmedaille bei den Olympischen Winterspielen |

## Karrierestatistik

### International
Vertrat Schweden bei:
| - U18-Junioren-Europameisterschaft 1995 - U20-Junioren-Weltmeisterschaft 1996 - Weltmeisterschaft 1999 - Weltmeisterschaft 2000 - Weltmeisterschaft 2004 | - World Cup of Hockey 2004 - Weltmeisterschaft 2005 - Olympischen Winterspielen 2006 - Olympischen Winterspielen 2010 |

(Legende zur Spielerstatistik: Sp oder GP = absolvierte Spiele; T oder G = erzielte Tore; V oder A = erzielte Assists; Pkt oder Pts = erzielte Scorerpunkte; SM oder PIM = erhaltene Strafminuten; +/− = Plus/Minus-Bilanz; PP = erzielte Überzahltore; SH = erzielte Unterzahltore; GW = erzielte Siegtore; 1 Play-downs/Relegation; Kursiv: Statistik nicht vollständig)